# Aurora
Aurora — перший мініальбом англійського гурту Asia, який вийшов у 1986 році. Мініальбом посів 66-те місце в японському чарті Oricon.
Мініальбом складається з чотирьох пісень: Too Late з альбому Astra (1985) і трьох бі-сайдів з різних синглів. Ride Easy спочатку була доступна лише як бі-сайд на синглі Heat of the Moment, випущеному за межами Сполученого Королівства і ніколи не з'являлася на студійних альбомах.
В інтерв'ю, опублікованому на DVD Fantasia: Live in Tokyo (2007), тодішній вокаліст і басист гурту Джон Веттон сказав, що Ride Easy — одна з його улюблених пісень Asia. Daylight спочатку була доступна як бі-сайд на синглі Don't Cry і була включена як бонус-трек на оригінальному касетному виданні Alpha (1983). Lying to Yourself спочатку була доступна лише як бі-сайд на синглах The Smile Has Left Your Eyes і ніколи не з'являлася на студійних альбомах. Усі три бі-сайди були випущені на компіляції The Very Best of Asia: Heat of the Moment (1982—1990) (2000).

## Композиції
| Side one | Side one    | Side one                              | Side one   |
| #        | Назва       | Автор                                 | Тривалість |
| -------- | ----------- | ------------------------------------- | ---------- |
| 1.       | «Too Late»  | Джон Веттон, Джефф Даунс, Карл Палмер | 4:16       |
| 2.       | «Ride Easy» | Веттон, Стів Гау                      | 4:35       |

| Side two | Side two            | Side two      | Side two   |
| #        | Назва               | Автор         | Тривалість |
| -------- | ------------------- | ------------- | ---------- |
| 3.       | «Daylight»          | Веттон, Даунс | 3:37       |
| 4.       | «Lying to Yourself» | Веттон, Гау   | 4:18       |
| 16:46    |                     |               |            |

## Склад
- Джефф Даунс — клавішні
- Джон Веттон — гітара
- Карл Палмер — ударні, перкусія
- Джон Веттон — вокал

## Чарти
| Чарт (1986)              | Пікова позиція |
| ------------------------ | -------------- |
| Japanese Singles(Oricon) | 66             |